# Milan Kohout
Milan Kohout (* 1955 Plzeň) je česko-americký performer (původně divadelní herec), akční umělec, spisovatel, vysokoškolský pedagog a signatář Charty 77.

## Život
Vystudoval elektrotechniku na Vysoké škole strojní a elektrotechnické (dnes Západočeská univerzita v Plzni). Byl aktivním členem českého undergroundu. Po celé řadě postihů, vyšetřovacích vazeb a působení v dělnických zaměstnáních (několik let dělal topiče v Národopisném muzeu v Praze) byl v roce 1986 pro svou politickou a kulturní činnost vyhoštěn ze socialistického Československa. Dva roky strávil v uprchlickém táboře Traiskirchen v Rakousku.
Po získání azylu ve Spojených státech se přestěhoval do Bostonu. Tam v roce 1993 získal diplom z vysoké umělecké školy The School of the Museum of Fine Arts. V Bostonu přednáší performanční umění a politiku na TUFTS University a na New England Institute of Art. Zde také vytvářel celovečerní performanční představení zaměřená zejména na politiku, lidská práva a kritiku náboženských učení.
Od roku 1994 je členem umělecké skupiny Mobius. Jako její člen předváděl svoje umění na řadě festivalů po celém světě (Čína, Chorvatsko, Polsko, Tchaj-wan, Kuba, Thajsko, Izrael, Kanada, Mexiko, USA a další) a získal celou řadu cen a rezidenčních pobytů (Grant from The Fund for US Artists at International Festivals, Tanne Foundation Annual Award, First Prize at International Theater Festival in Pula, Best National Czech Independent Film Award, Arizona State University residency, PSi conference in London 2006, Israel-Palestina residency etc.).[zdroj?]
Mezi lety 1992 a 2003 pracoval jako kameraman, technik a producent pro veřejnoprávní americkou televizní stanici C-Span. Zde natočil desítky pořadů z oblasti vzdělávání a kultury[zdroj?]. Pro časopis Xantypa připravil řadu rozhovorů se světoznámými osobnostmi. Byly jimi Noam Chomsky, Kurt Vonnegut a další.
Ve své angažované tvorbě kritizuje kapitalismus, americkou ekonomiku, náboženství, mediální manipulace, ropnou politiku, rasismus a společenské předsudky. Mezi jeho nejznámější performance patří akce u zdi v Matiční ulici v Ústí nad Labem, kdy na protest proti segregaci Romů pilou napůl rozřízl vlajku České republiky. Následně byl obviněn z hanobení státního symbolu. V roce 2007 byl v USA za svou akci Oprátky na prodej, kritizující chování amerických bank, zatčen a postaven před soud. Po čtyřměsíčním procesu byl shledán nevinným.
Sám o sobě mluví jako o filozofovi, ale filozof není. Nikdy filozofii nestudoval a nikdy nenapsal žádný filozofický text.
V roce 2011 natočil pro Český rozhlas Vltava pětidílný autobiografický pořad. Stal se také součástí dokumentu Radical Jesters o amerických performerech. V červnu 2015 vystoupil v televizním pořadu Máte slovo Michaely Jílkové s výzvou k masovému přijímání uprchlíků, kterou umělec pojal jako svou politickou performanci. Vystoupení vzbudilo velmi rozhořčené reakce mezi veřejností a v médiích. Tato reakce je předmětem rozhovoru pro Britské listy. V srpnu 2015 na sebe upozornil, když vylil svěcenou vodu smíchanou se svým spermatem do křtitelnice v jednom větším polském kostele a to s ironickým odůvodněním, že doufal, že jeho ateistické sperma prostoupí do těl křesťanů a učiní z nich rovněž ateisty.

## Výstavy v Česku

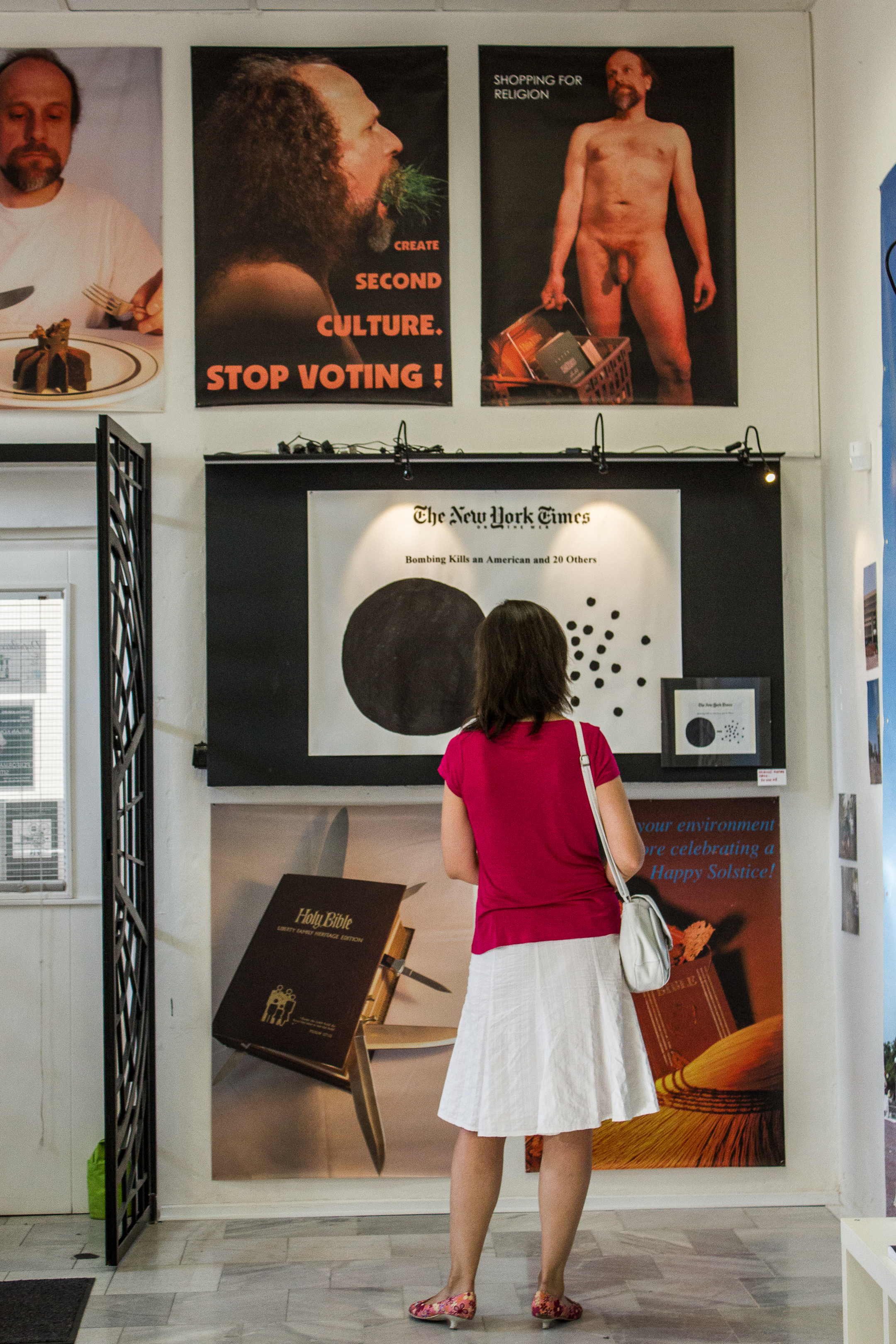
Část výstavy díla Milana Kohouta v Plzni 2013
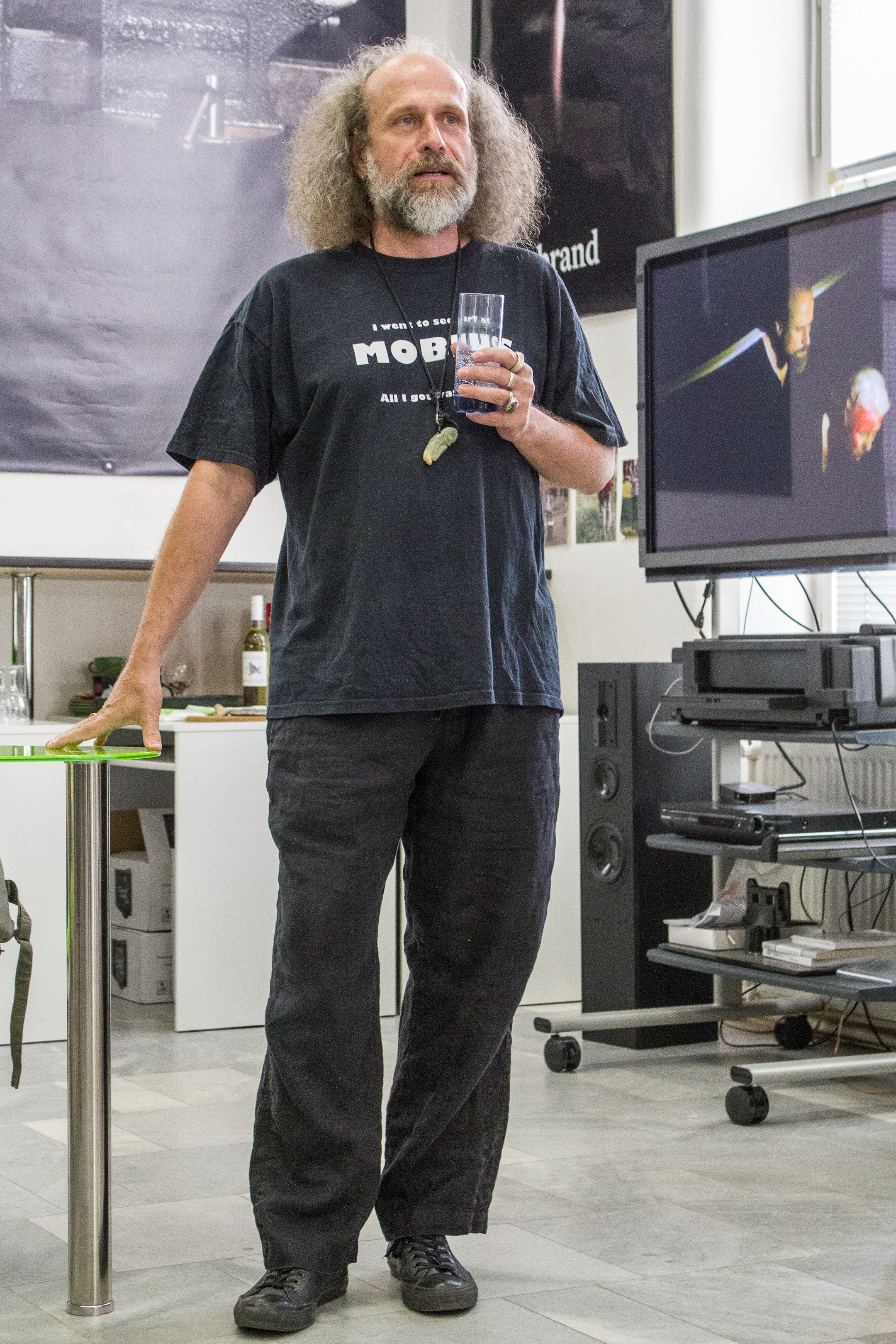
Milan Kohout
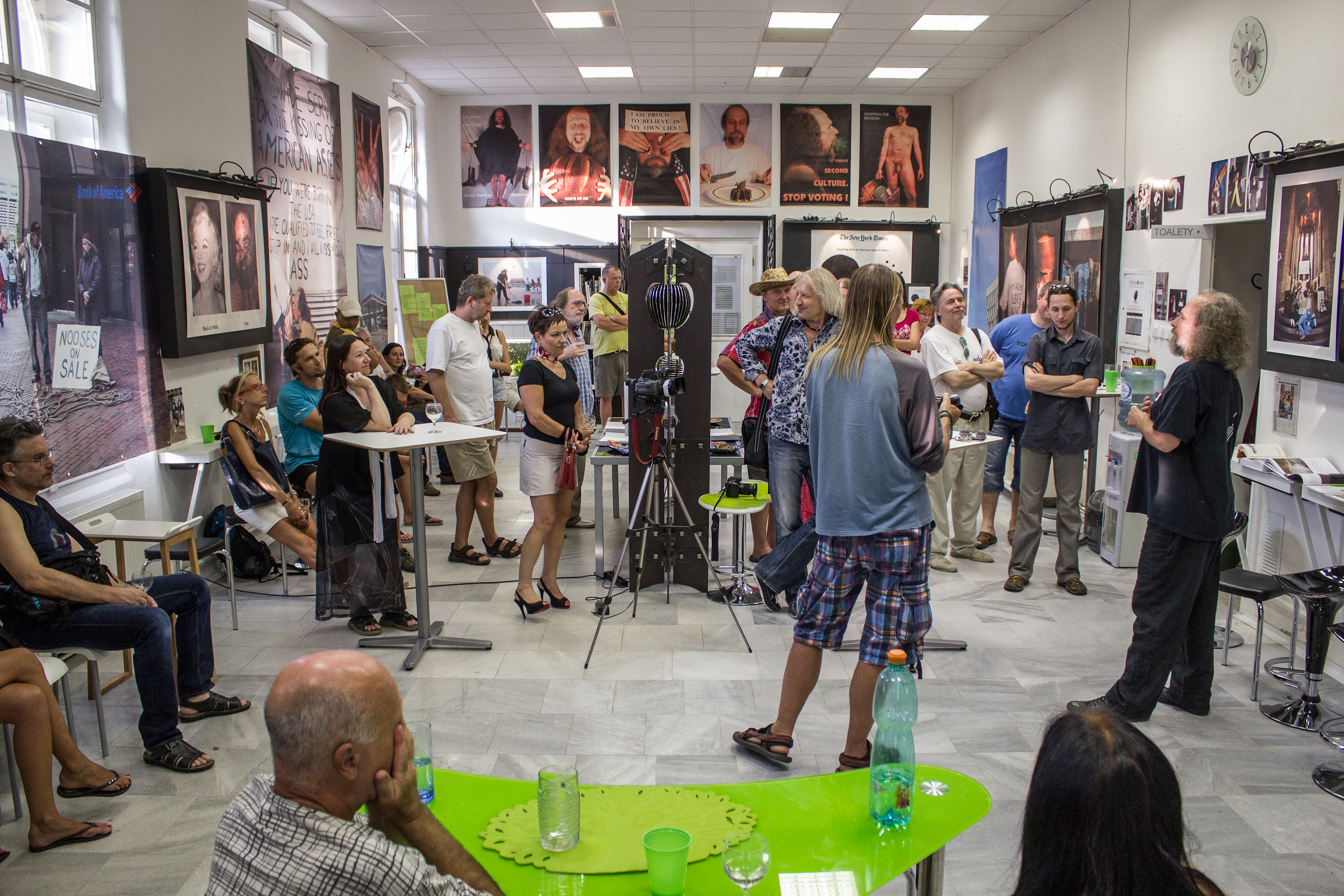
V plzeňské galerii Art e Facta s návštěvníky výstavy, srpen 2013
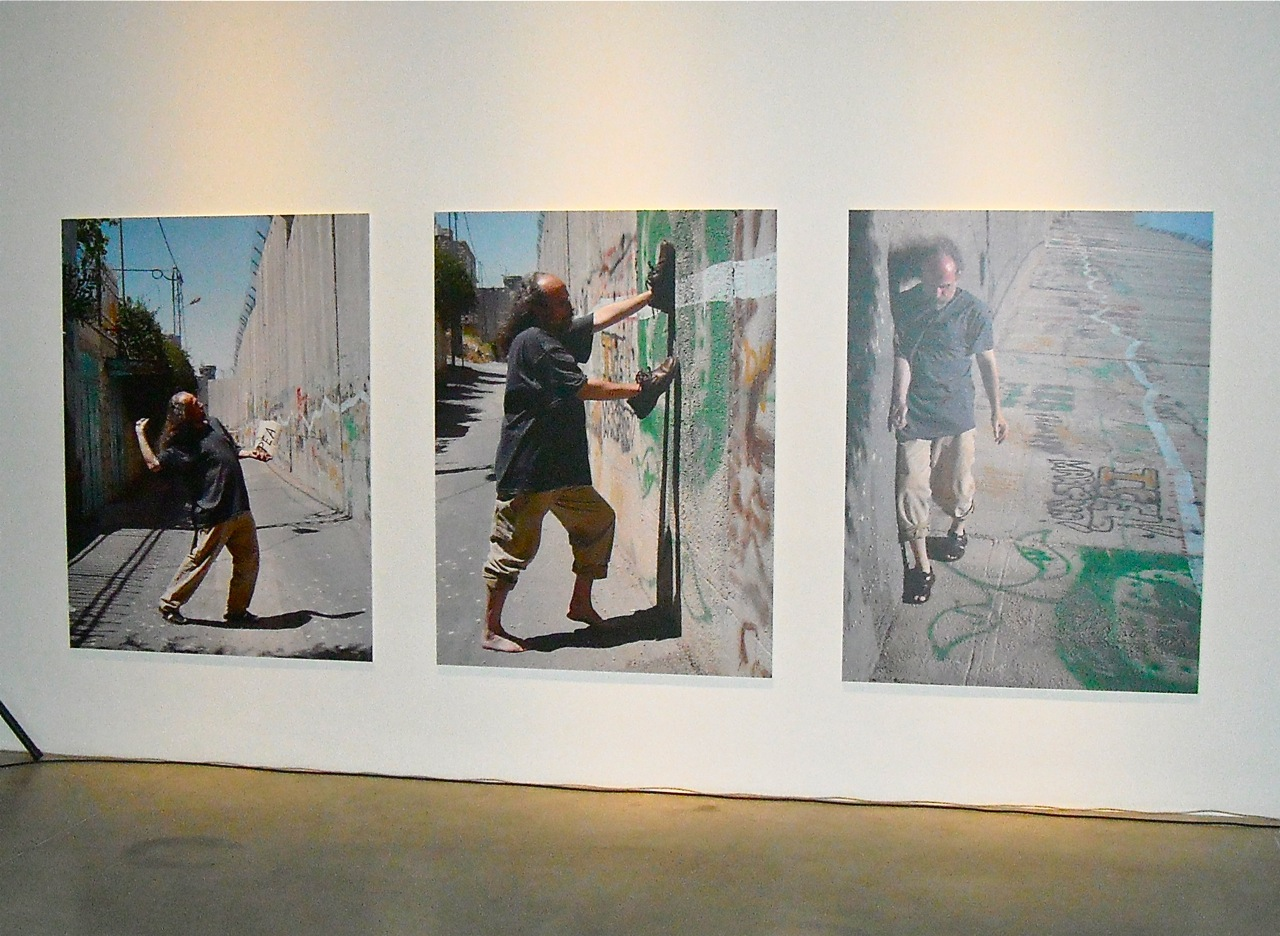
Triptych Milana Kohouta v Doxu Praze, rok 2012
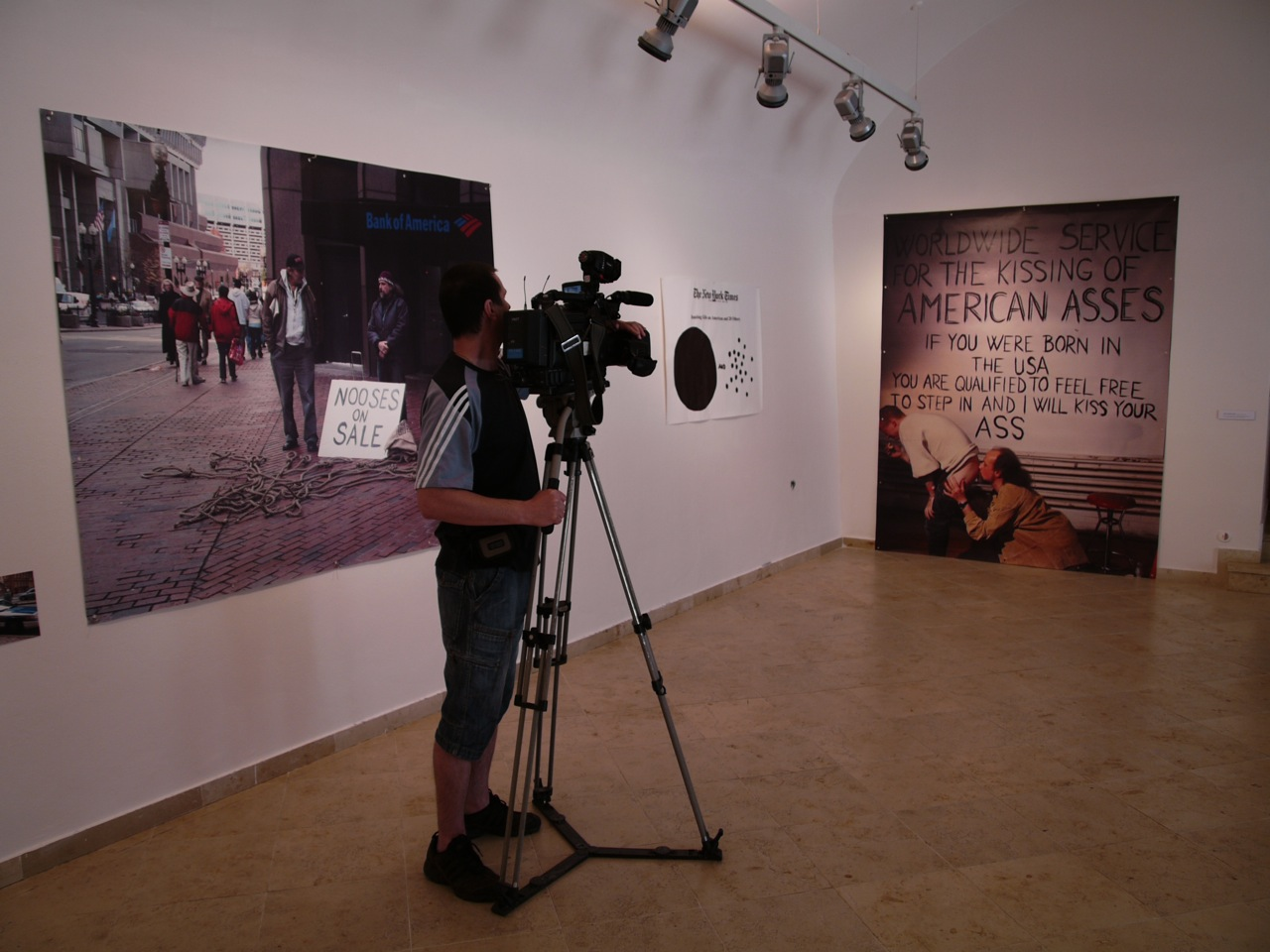
Výstava Milana Kohouta v Domě umění v Brně 2011

- 2009: Retrospektivní sólo výstava v NOD-ROXY galerii v Praze.[17]
- 2011: Retrospektivní sólo výstava v Domě umění města Brna (galerie G99).[18]
- 2012: Podíl na výstavě Middle East Europe v galerii DOX v Praze.[19]
- 2012: Performance art jako rebelující umění, Muzeum umění Olomouc (duben – květen).[20]
- 2013: Výstava v plzeňské galerii Art e Facta.[21]
- 2013: Výstava Kde domov můj?, DOX Centre for Contemporary Art, Praha, Česká republika.[22]
- 2015: Výstava z cyklu Test Exposure, Wrocław Art Center v Polsku.[23]

## Knihy

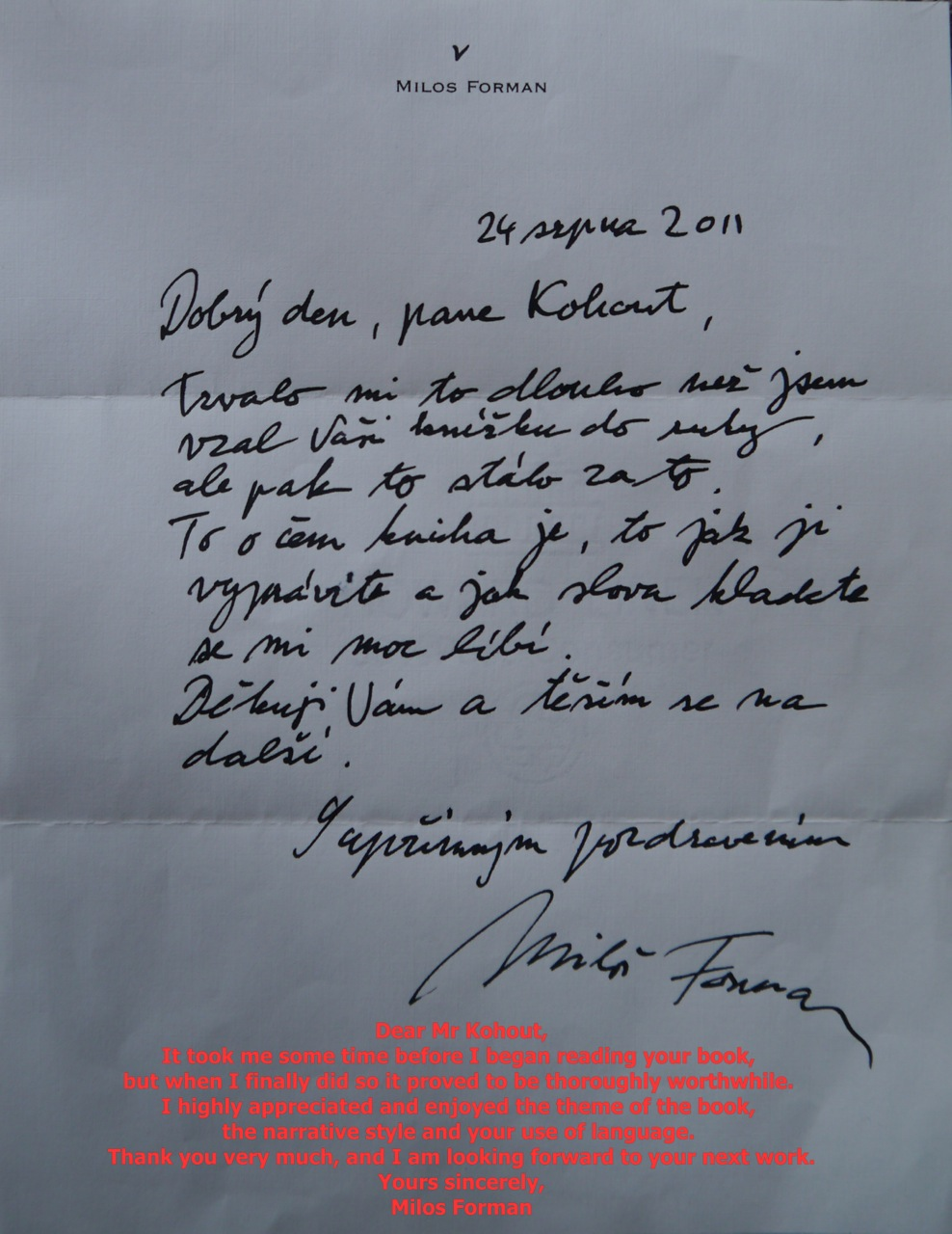
Dopis od Miloše Formana Milanu Kohoutovi, kde chválí jeho knihu.

- Proveď vola světem, volem zůstane, Nakladatelství Petr Štengl, listopad 2010, ISBN 978-80-904455-4-3
- Performance „Věčná performerka“,[24] Ostravská univerzita v Ostravě, 2014
- Vztek, Jan Těsnohlídek - JT’s nakladatelství, 2018, ISBN 978-80-905633-5-3